# Dassault Communauté
Dassault MD.415 Communauté a fost un monoplan francez din 1950  cu turbopropulsor de transport   construit de Dassault Aviation.Doar un singur prototip a fost construit și a zburat.